# Conley (Georgia)
Conley – jednostka osadnicza w Stanach Zjednoczonych, w stanie Georgia, w hrabstwie Clayton.